# Аветисян Арсен Ліпарітович
Арсен Ліпарітович Аветисян (вірм. Արսեն Լիպարիտի Ավետիսյան, нар. 8 жовтня 1973, Єреван) — вірменський футболіст, що грав на позиції нападника.
Насамперед відомий виступами за клуб «Пюнік», а також національну збірну Вірменії.

## Клубна кар'єра
У дорослому футболі дебютував 1990 року виступами за команду клубу «Малатія», в якій провів один сезон, взявши участь у 54 матчах чемпіонату.
Згодом з 1992 по 2005 рік грав у складі команд клубів «Кілікія», «Пюнік», «Берхем Спорт», «Арарат», «Жемчужина» (Сочі) та «Машук-КМВ».
Своєю грою за останню команду знову привернув увагу представників тренерського штабу клубу «Пюнік», до складу якого повернувся 2006 року. Цього разу відіграв за єреванську команду наступні два сезони своєї ігрової кар'єри. Більшість часу, проведеного у складі «Пюніка», був основним гравцем атакувальної ланки команди. У складі «Пюніка» був одним з головних бомбардирів команди, маючи середню результативність на рівні 0,45 голу за гру першості.
Завершив професійну ігрову кар'єру у клубі «Гандзасар», за команду якого виступав протягом 2008—2011 років.

## Виступи за збірну
У 1992 році дебютував в офіційних матчах у складі національної збірної Вірменії. Протягом кар'єри у національній команді, яка тривала 7 років, провів у формі головної команди країни 23 матчі, забивши 1 гол.

## Титули і досягнення
- Володар Кубка Вірменії (1):

«Пюнік»: 1995-96
- Чемпіон Вірменії (5):

«Пюнік»: 1992, 1995-96, 1996-97
«Пюнік»: 2006, 2007
- Володар Суперкубка Вірменії (2):

«Пюнік»: 1997
«Пюнік»: 2007
- Найкращий бомбардир Чемпіонату Вірменії (2):

«Пюнік»: 1995, 1996-97